# Yitzhak Dorbelo
Yitzhak ou Isaac Dorbelo est un marchand juif français du début du XIIe siècle. L'historien Itzhak Schipper rapporte qu'il écrivit un récit de son voyage en Pologne en compagnie de marchands Radhanites.

## Sources
- Itzhak Schipper. « Dzieje Gospodarcze Żydów Korony i Litwy w Czasach Przedrozbirowych. » Żydzi w Polsce Odrodzonej, éd. A. Hafftka et al. Varsovie, 1936 (cité par Kevin Brook. The Jews of Khazaria. 1re éd. Northvale : Jason Aronson Inc., 1999)